# O Último Dia de Pompeia
O Último Dia de Pompeia é uma grande pintura histórica de Karl Bryullov produzida entre 1830 e 1833 sobre a erupção do Monte Vesúvio em 79 DC. A obra é notável por seu posicionamento entre o neoclassicismo, estilo predominante na Rússia na época, e o romantismo, cada vez mais praticado na França.
A pintura foi recebida com aclamação e fez de Bryullov o primeiro pintor russo a ter reputação internacional. Na Rússia, foi visto como uma prova de que a arte russa era tão boa quanto a arte praticada no resto da Europa. Inspirou o romance mundialmente famoso de Edward Bulwer-Lytton, The Last Days of Pompeii. Críticos na França e na Rússia notaram, no entanto, que a perfeição dos corpos modelados de forma clássica parecia estar em desacordo com a situação desesperadora e com o tema geral da pintura, que é sobre o sublime poder da natureza para destruir as criações dos homens

## Contexto
A cidade romana de Pompeia, ao sul de Nápoles, estava sob escavação ativa no início do século XIX, tendo começado o trabalho na cidade vizinha Herculano em meados do século anterior. Os artistas estavam bem cientes do potencial da região como tema para arte. John Martin pintou A Destruição de Pompéia e Herculano em 1822 e outros esboçaram e produziram gravuras do local.

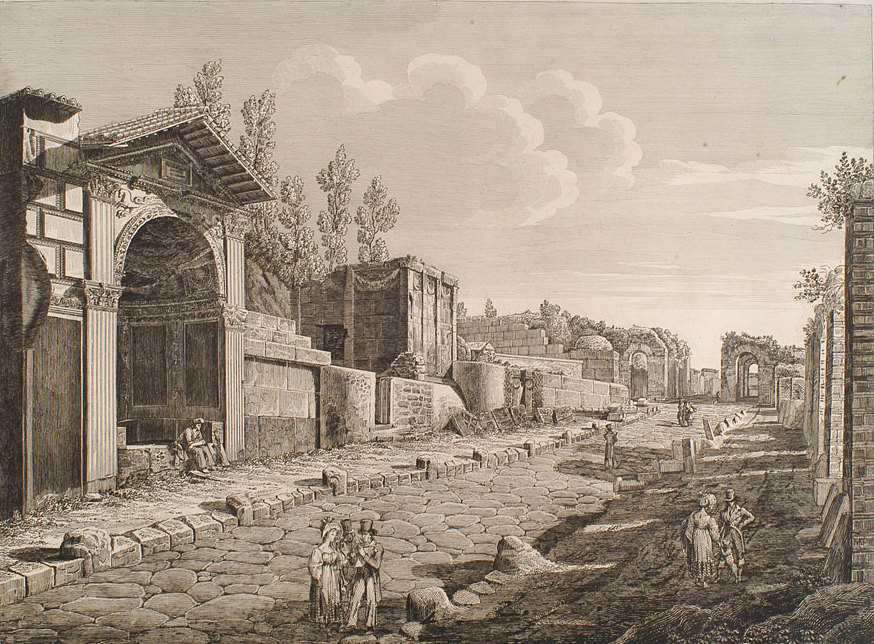
Luigi Rossini, Via dei Sepolcri em Pompeia, gravura, Roma, 1830.

Em 1823, Bryullov chegou a Roma com seu irmão Aleksandr, via Veneza e Florença. Aleksandr participou de um estudo científico e restauração dos banhos de Pompéia entre 1825 e 1826, que levou à publicação de seu livro Thermes de Pompéi, em Paris, em 1829, e Karl pode ter visitado Pompeia em 1824. Ele viu os cenários de Alessandro Sanquirico para a ópera de Giovanni Pacini, L'ultimo giorno di Pompei (1825), que foi apresentada em Nápoles e no La Scala de Milão, e visitou o museu de Nápoles para estudar artefatos recuperados de Pompeia. Em 1827, ele visitou Pompeia e, segundo Rosalind Blakesley, ficou tão impressionado com os restos da Via dei Sepolcri (Rua das Tumbas) que decidiu instalar sua pintura naquela rua. Cartas contemporâneas indicam que ele estudou a descrição da testemunha ocular de Plínio, o Jovem, do desastre, no qual o tio de Plínio morreu, e as observações de Plínio em suas cartas a Tácito foram referenciadas na obra. Também na literatura, Bryullov leu o romance de Alessandro Manzoni, I Promessi Sposi (Os Noivos, 1827), com seu relato de base histórica de uma praga desastrosa e as reações dos indivíduos a ela.

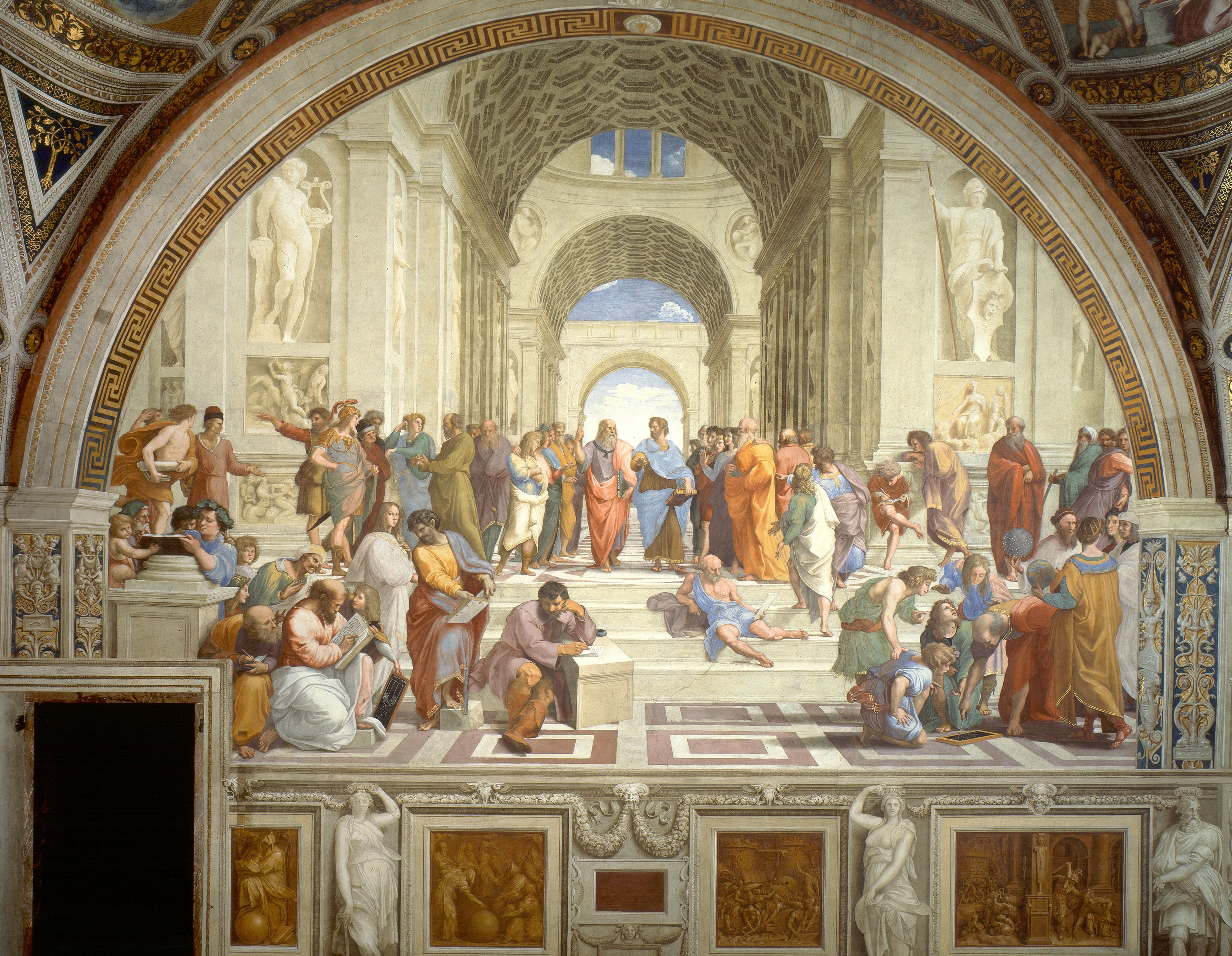
Rafael, A Escola de Atenas, afresco, 1509–1511, Palácio Apostólico, Cidade do Vaticano. Um exemplo para Bryullov do que poderia ser alcançado na pintura histórica.

Essas fontes se fundiram na obra O Último Dia de Pompéia para a qual Bryullov pintou um esboço de composição em 1828 a pedido da Condessa Maria Razumovskaya. A tela principal foi encomendada pelo conde Anatoly Demidov, que Bryullov conheceu em Nápoles e para quem pintou um retrato equestre no mesmo ano. O quadro era para ser concluído em 1830 pela soma de 40.000 francos.

## Assunto e composição

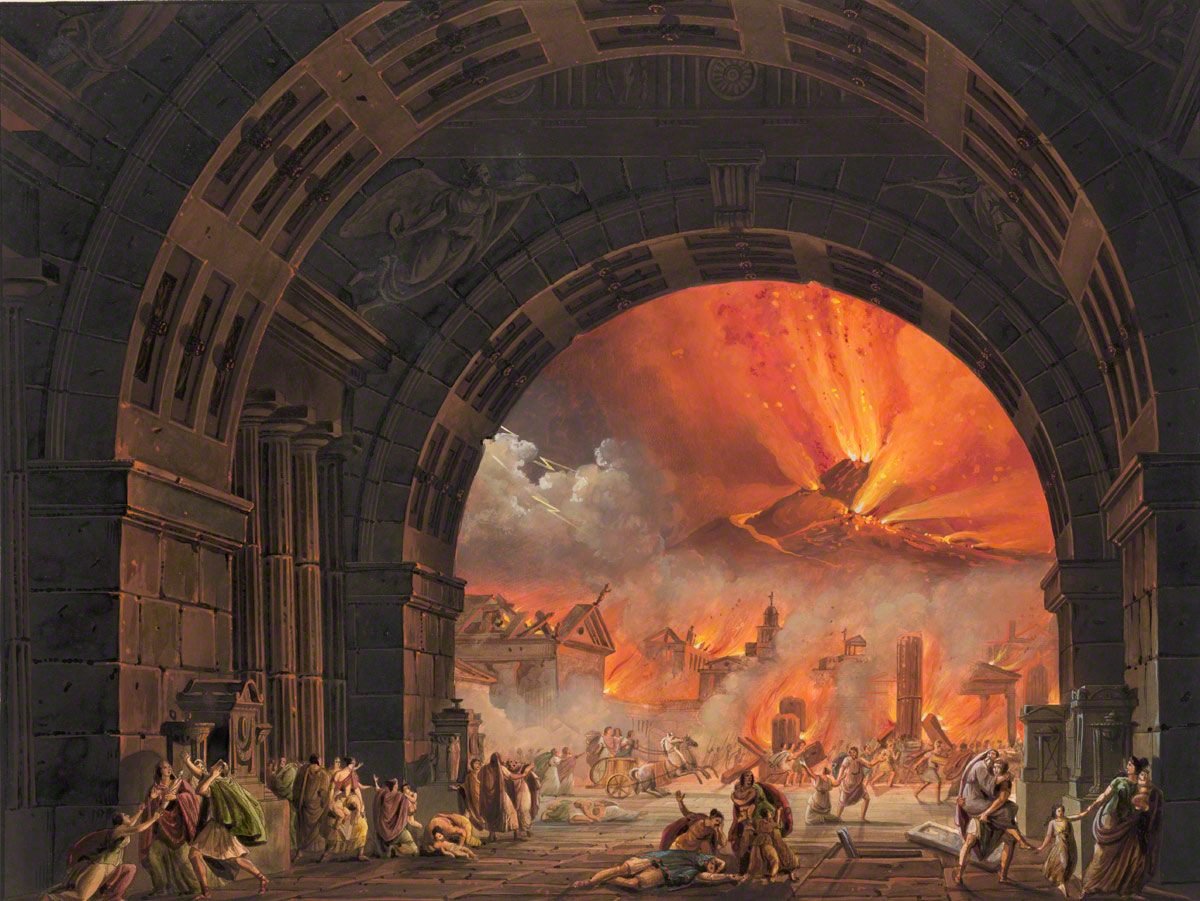
Cenário de Alessandro Sanquirico para a erupção do Monte Vesúvio na ópera L'ultimo giorno di Pompei de Pacini, 1827, produção do La Scala

O assunto é a erupção do Monte Vesúvio em 79 DC que cobriu a cidade de Pompéia em cinzas vulcânicas, matando a maioria de seus habitantes. Como uma cena do mundo antigo, o assunto era apropriado para uma pintura histórica, então considerada o mais alto gênero de pintura. A magnitude do evento também a tornava adequada para uma grande tela que permitiria a Bryullov mostrar todas as suas habilidades.
Bryullov disse que só poderia ter concluído o trabalho com o exemplo da grande e complexa obra de Rafael, A Escola de Atenas (1509-1511) como seu modelo, e ele usou formas clássicas reconhecíveis como aquelas usadas pelos mestres da Renascença., mas combinou-os com características encontradas na pintura romântica, como a coloração dramática, o uso do claro -escuro e um alto conteúdo emocional. Outras obras que provavelmente influenciaram Bryullov são O Incêndio de Borgo (1514-17), de Rafael, e A Peste de Azoth (1630) [it], de Nicolas Poussin.
Ele evitou a frieza e o achatamento do então predominante neoclassicismo em favor da emoção e das cores vibrantes, combinadas com um grande recuo, enquanto um cavalo dispara nas profundezas da pintura, derrubando seu mestre. Nikolai Gogol comentou: "As cores dele são possivelmente mais brilhantes do que nunca; suas tintas queimam e atingem você no olho", mas ele não foi o único a notar que a perfeição das figuras clássicas contrastava com a miséria da situação.
Bryullov encheu a tela com detalhes autênticos de Pompeia que ele havia visto no local e no museu de Nápoles, como os artefatos carregados pelas figuras, além da pavimentação e do meio-fio. Estátuas caindo de seus pedestais trazem drama adicional e demonstram o poder sublime da natureza sobre o homem, um tropo comum na pintura romântica. As figuras fornecem pequenas vinhetas de experiência individual que referenciam histórias da mitologia clássica, pintura renascentista ou literatura antiga - como o relato de Plínio, o Jovem, dado a Tácito - mas a maioria dos personagens preserva sua dignidade diante da morte, indicando a grande base de Bryullov para com os princípios do Classicismo. Poses e figuras são tiradas da pintura clássica ou de pessoas que o artista conheceu, como Yuliya Samoylova e suas filhas. O soldado e o menino resgatando um homem mais velho podem derivar da história do resgate de Enéias de seu pai da destruição de Tróia na mitologia. À cena é adicionada uma imagem do próprio artista como um artista pompeiano com o equipamento equilibrado na cabeça.

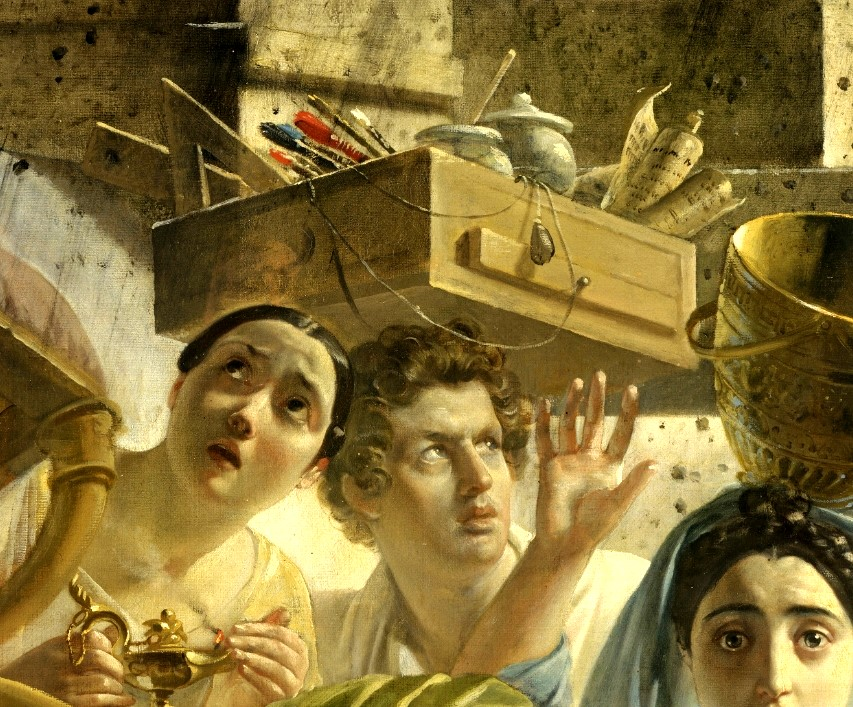
Detalhe da pintura no qual é possível ver o artista se representando.

## Recepção

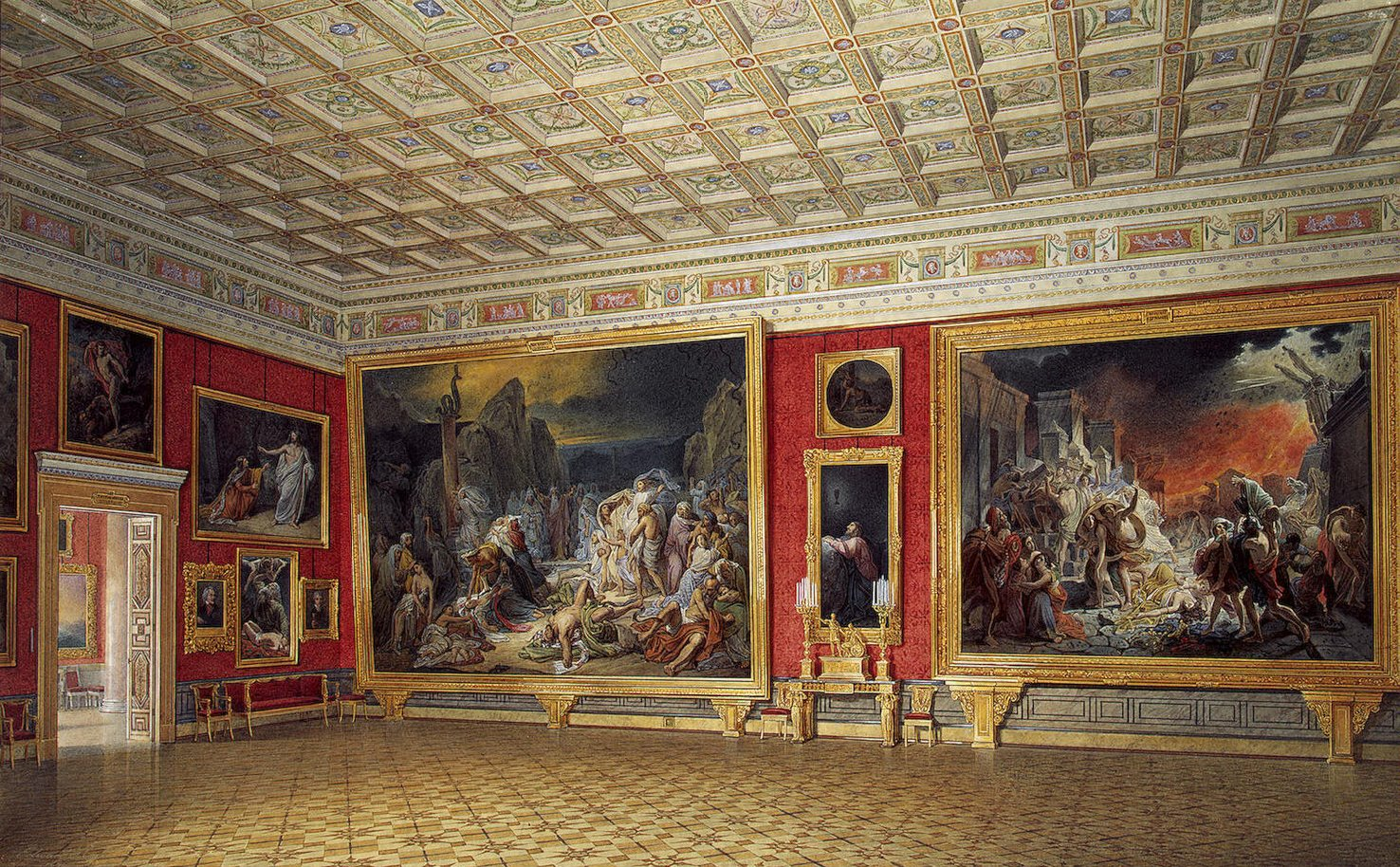
O Último Dia de Pompeia no New Hermitage em 1856, em aquarela de Edward P. Hau

A recepção foi um pouco mais fria quando foi exibida no Salão de Paris de 1834. Ele ainda ganhou uma medalha de ouro, mas alguns críticos o consideraram um pouco desatualizado em comparação com Femmes d'Alger dans leur Appartement (1834), de Eugène Delacroix, que foi exibido ao lado dele. O alto conteúdo emocional levou um crítico a comentar em L'Artiste, "l'impression est moins voisine de la terreur que du ridicule" (a impressão é menos semelhante ao terror do que ao ridículo). Rosalind Blakesley atribui essa sensação de ligeiro atraso ao isolamento do ensino de arte russa contemporânea em relação aos últimos desenvolvimentos franceses desde o início do século XIX e às tensões inerentes ao trabalho entre o neoclassicismo e o romantismo.
Foi a primeira obra de arte russa a causar tanto interesse no exterior, tornando Bryullov o primeiro pintor russo a ganhar reputação internacional. Cinco academias estrangeiras fizeram dele um membro honorário e a quantidade de críticas positivas e comentários críticos foi tal que a Sociedade para o Incentivo aos Artistas publicou um volume deles em tradução russa.
Depois de seu grande sucesso com O Último Dia de Pompeia, esperava-se que Bryullov produzisse grandes obras históricas semelhantes, mas a maioria de suas tentativas permaneceu inacabada, e ele foi criticado por sua obra O Assassínio de Inês de Castro, que foi concluído em apenas 17 dias em 1834. Em vez disso, ele obteve sucesso fazendo retratos da elite russa, incluindo a família real.

## Propriedade
Em 1834, Demidov apresentou a pintura, pela qual pagou 25.000 rublos, ao czar Nicolau, na tentativa de ganhar seu apreço. Foi exibido inicialmente no Palácio de Inverno, mas, em 1836, Nicolau doou-o à Academia Imperial de Artes, onde permaneceu até ser instalado como o centro da exposição de pintura russa no Novo Hermitage em 1851. Atualmente faz parte do acervo do Museu Estatal Russo de São Petersburgo.